# Muratsan
Grigor Ter-Hovhannisian (en armenio: Գրիգոր Տեր-Հովհաննիսյան; Şuşa, 1 de diciembre de 1854 – Tiflis, 12 de septiembre de 1908), conocido como Muratsan (en armenio: Մուրացան), fue prolífico escritor armenio- Su obra más destacada es Gevorg Marzpetuni (1896), una novela histórica ambientada durante la época del reinado de Ashot II de Armenia en el siglo X.

## Biografía
Muratsan nació en la ciudad de Şuşa, en el seno de una familia de clase media. Su padre era artesano. Hasta la edad de 12 años estudió en una escuela privada local. Se forzado a cesar su educación debido a la muerte de su padre. Dos años después se matriculó en una escuela diocesana, en la cual se graduó en junio de 1873. En 1877, viajó al interior de Alto Karabaj y realizó una ardua investigación sobre las antiguas ruinas en la región. Regresando a Şuşa, escribió una breve historia sobre la noble familia Hasan-Jalalyan. En 1878, viajó hacia Tiflis, donde trabajó como profesor y contador, y donde vivirá el resto de su vida. Muratsan se hizo célebre en 1882, luego de la producción de su drama histórico Ruzan en un teatro de Tiflis. Además de Gevorg Marzpetuni, escribió numerosos cuentos y novelas, incluyendo El Apóstol (1902). Siendo un escritor intensamente nacionalista, Muratsan era un romántico del siglo XIX y defensor de los valores culturales y religiosos tradicionales.
En su honor, llevan su nombre un hospital, una calle y una escuela tanto en Armenia como en la República de Artsaj.

## Ruzan
Ruzan es una obra histórica que toma lugar el siglo XIII durante las invasiones mongoles-tártaras. Ruzan era la hija del príncipe Hasan-Jalal Dawla. Desafiando la elección entre la conversión o la muerte, Ruzan se niega a traicionar a sus compatriotas y a su fe, y por ello, es ejecutada.

## Cita
Una de las citas más conocidas de Muratsan dice "Vendrá un manantial con una sola flor" (Մի ծաղկով գարուն կգա), cuyo significado reza en que incluso un solo hombre es capaz de generar un cambio radical.